# La intrusa (telenovela de 1986)
La intrusa es una telenovela venezolana producida en Venezuela, transmitida por RCTV entre 1986 y 1987. Fue protagonizada por Mariela Alcalá quien interpretaba dos personajes: Estrella y Virginia. Está basada en La usurpadora de Inés Rodena.

## Argumento
Esta telenovela cuenta la historia de Virginia, una humilde muchacha que trabaja de camarera en un hotel. La vida de esta mujer sufre un giro inesperado cuando conoce a su hermana gemela Estrella Rossi una mujer fría y calculadora, sin embargo ambas mujeres desconocian su parentesco. Estrella Rossi le propone a Virginia hacerse pasar por ella ante su esposo y la familia de este, pero Virginia no acepta, por lo que Estrella planifica un plan que consiste en hacerle creer al dueño del hotel que Virginia le había robado una valiosa joya, para evitar ir a la cárcel Virginia accede a los planes de Estrella y desde ese momento se convierte en una Intrusa.

## Elenco
- Mariela Alcalá - Virginia Pérez Guzmán / Estrella Mendoza de Rossi
- Víctor Cámara - Luis Antonio Rossi
- Franklin Virgüez - Manuel Landaeta / Manuel Pereira
- Rosita Quintana - Abuela Renata Vda. de Rossi
- Carmen Julia Álvarez - Ana Julia Rossi de Leal
- Maricarmen Regueiro - Rosa Hidalgo
- Arturo Calderón - Don Secundino
- Carlos Cámara Jr. - Mario Rossi
- Flavio Caballero - Alfredo Leal
- Carlos Márquez - Don Alexis Pereira
- Jorge Palacios - Reinaldo Escobar
- Tomás Henríquez - Don Guillermo Montesinos
- Gledys Ibarra - Belinda Montesinos
- Jonathan Montenegro - Andrés
- María Bosco - María
- Nélida Brandón - Fidelia
- Dante Carlé - Tulipano Morante
- Marco Antonio Casanova
- Willie Colón - Él mismo
- Miguel Alcántara - Dr. Ballesteros
- María del Pilar - Juana Landaeta
- Liz Soteldo - Patricia de Rossi
- Juan Frankis - Roque Mendoza
- Humberto García - Marcos Fierro
- Zuleima González - Norma Jiménez
- Petite Kutlesa - Lisette Rossi
- Robert Castro - Luigi Rossi
- Roberto Lamarca - Lisandro Alvarado
- Carolina López - Susana "Susy" Villasmín
- Isabel Padilla - La Pimentosa
- Olga Rojas - Diana Leal
- Vladimir Torres - Mauricio Moll
- Edison Atencio - Pedro
- Antonio Machuca - Vidente Yaguari
- Stella Maris Lanzani -Lorena

## Versiones
- La intrusa es versión de una telenovela producida también por RCTV: La usurpadora, la cual fue emitida en 1971 y protagonizada por Raúl Amundaray y Marina Baura en el papel de las gemelas.

- La productora mexicana Televisa ha realizado tres versiones de esta telenovela: La primera en 1981 titulada El hogar que yo robé, producida por Valentín Pimstein y protagonizada por Angélica María y Juan Ferrara. La segunda, en 1998, titulada La usurpadora, producida por Salvador Mejía y protagonizada por Gabriela Spanic y Fernando Colunga y, de nueva cuenta, en el año 2019 titulada La usurpadora, producida por Carmen Armendáriz y protagonizada por Sandra Echeverría y Andrés Palacios aunque, en este último caso, en un formato de serie de 25 episodios, como parte de los seriales de la Fábrica de sueños.
- El Canal Id Red Canal Television en el año 1994 ahora las gemelas serian interpretadas por Mayra Alejandra siendo mariangel rodriguez y lucia bernal y Flavio Caballero intrepretaria a carlos bernal La Intrusa (telenovela de 1994)

- Datos: Q1647130